# قفص (شحن)

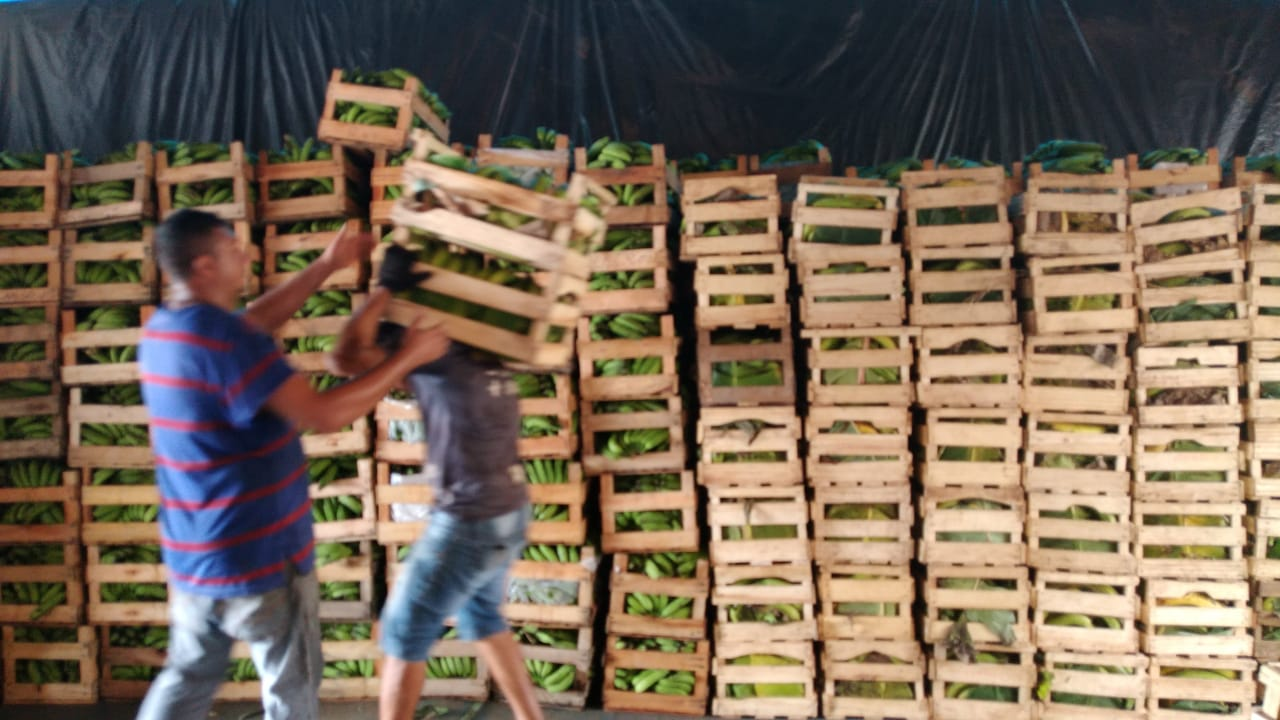
شحن موز في أفقاص خشبية

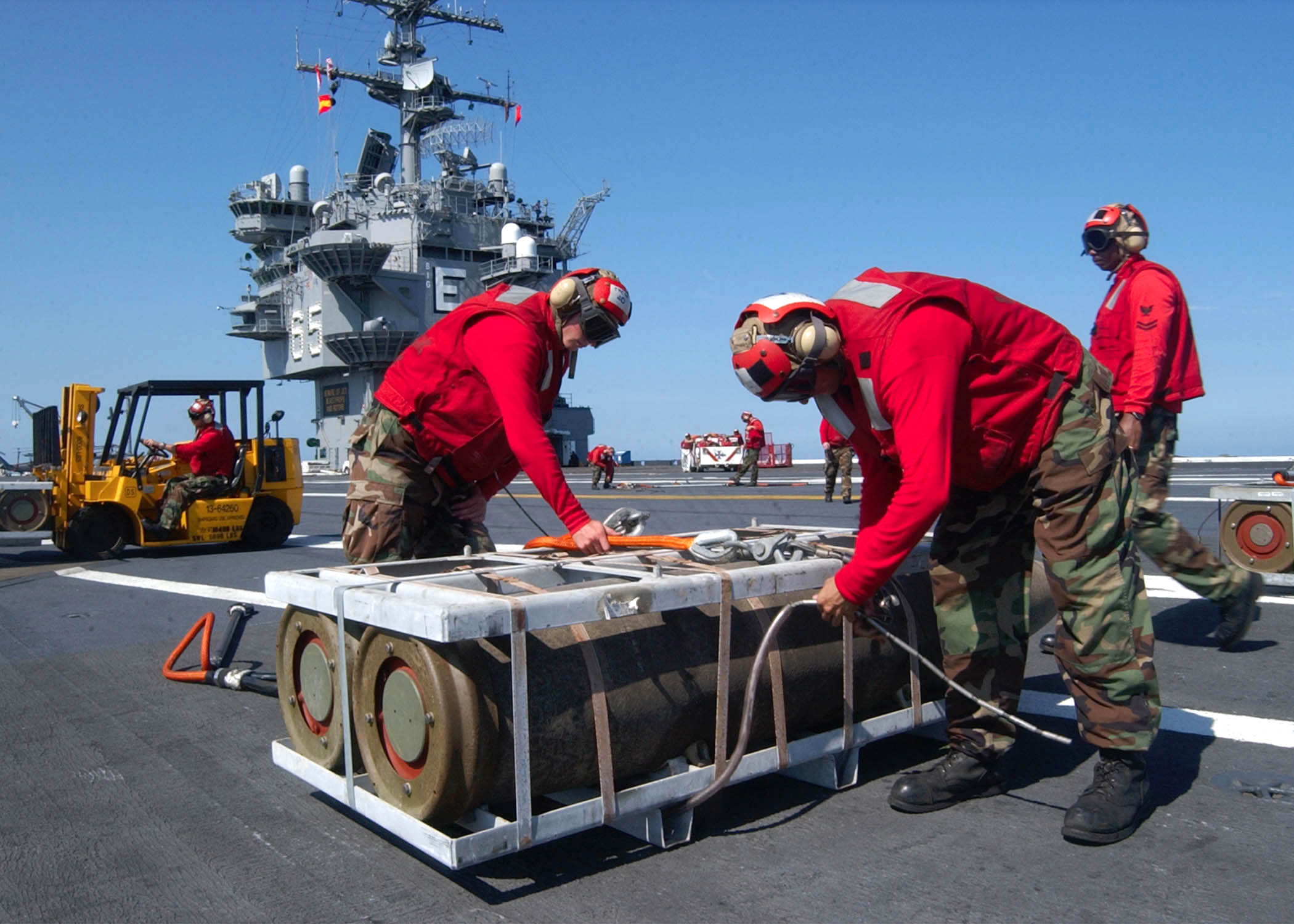
أقفاص تستخدم لنقل الذخائر

القَفَص أو الصندوق حاوية شحن كبيرة يغلب أن تكون مصنوعة من الخشب تستخدم لنقل أو تخزين العناصر الكبيرة والثقيلة. وتستخدم الأقفاص المصنوعة من الصلب والألومنيوم. صممت أقفاص متخصصة لمنتجات معينة وتُصنع بحيث يمكن إعادة استخدامها، مثل «صناديق القنينات»  للحليب والمشروبات الغازية.

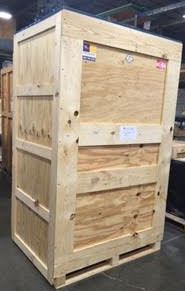
صندوق خشبي مع كلاب

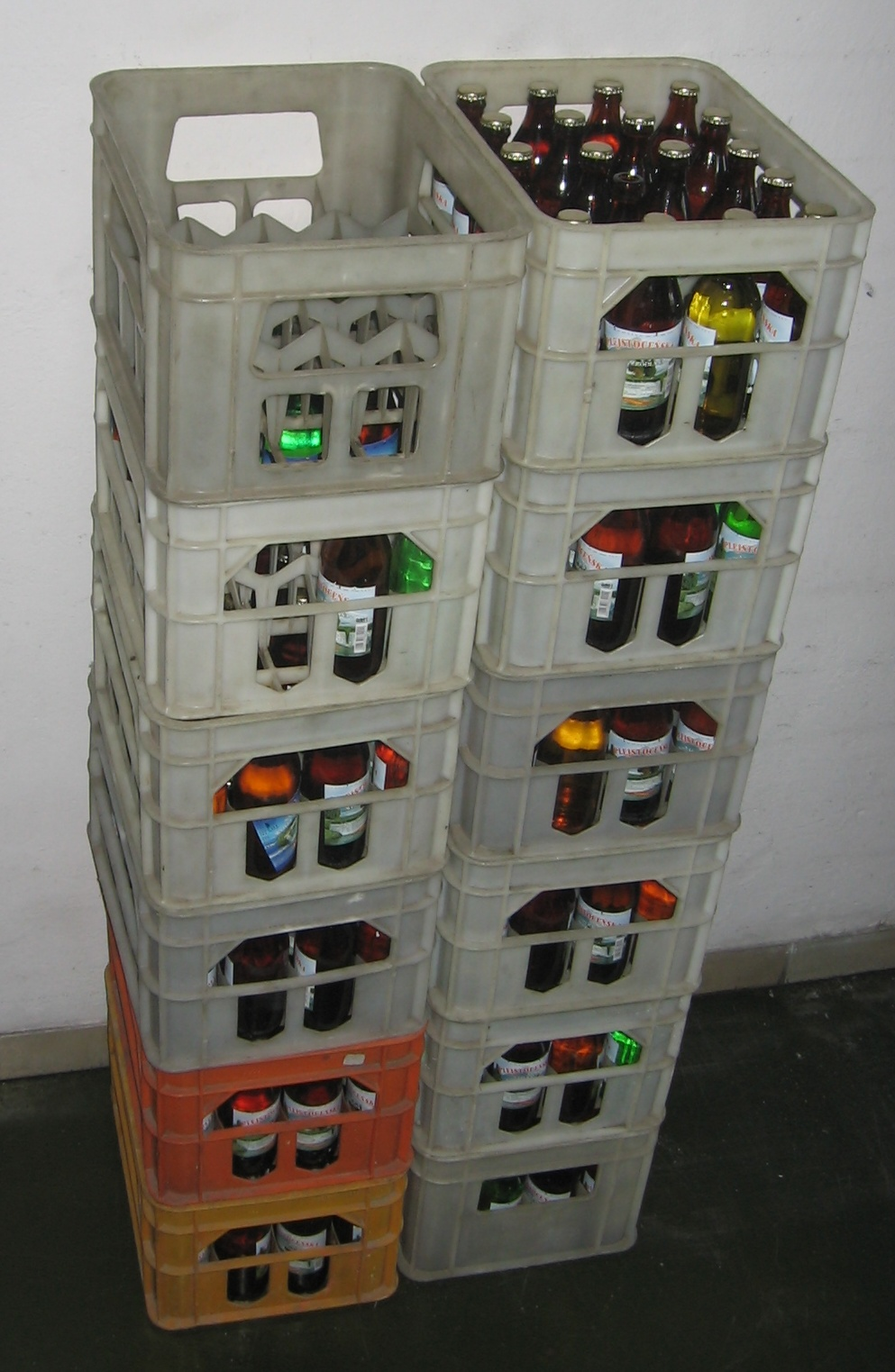
قنينات مياه معدنية مهيئة لإعادة الاستخدام في صناديق